# Бачев, Георгий
Георгий Бачев (болг. Георги Бачев, 18 апреля 1977) — болгарский футболист, выступавший на позиции полузащитника за сборную Болгарии. Ныне футбольный тренер.

## Клубная карьера
Георгий Бачев выступал за болгарские клубы: «Пирин» из своего родного Благоевграда, софийские «Славию» и «Левски», а также за «Вихрен». С «Левски» он трижды становился чемпионом Болгарии и трижды выигрывал кубок страны.

## Карьера в сборной
22 июля 1995 года Георгий Бачев дебютировал за сборную Болгарии в товарищеском матче против Венгрии, выйдя на замену после перерыва в игре. Спустя неделю он забил свой первый гол за национальную команду, отметившись в товарищеской игре с Малайзией. Обе эти встречи прошли в Куала-Лумпуре, столице Малайзии.
Форвард был включён в состав сборной Болгарии на чемпионат мира по футболу 1998 года во Франции, где сыграл в двух матчах группового этапа с Нигерией и Испанией.

## Достижения

### В качестве игрока
«Левски»
- Чемпион Болгарии (3): 1999/00, 2000/01, 2001/02
- Обладатель Кубка Болгарии (3): 1999/00, 2001/02, 2002/03